# .ss
.ss (код ISO 3166-1 alpha-2 для Южного Судана, англ. South Sudan) — национальный домен верхнего уровня для Южного Судана.

## История
По данным CIO East Africa домен верхнего уровня был выделен 10 августа 2011 года, после провозглашения независимости страны от Судана.
Правительство Южного Судана подало заявку на домен .ss, несмотря на то, что данное сокращение часто ассоциируется с нацистами.
Домен был зарегистрирован 31 августа 2011 года, но не был добавлен в корневую зону DNS, и таким образом не функционировал. TLD был одобрен на заседании Правления ICANN 27 января 2019 года, и был добавлен в корневую зону DNS 2 февраля 2019 года.
Регистрация доменных имен .ss началась в три этапа с 1 июня 2020 года, и стала общедоступной с 1 сентября 2020 года.